# Nozomi Tanaka
Nozomi Tanaka (田中 希実, Tanaka Nozomi), née le 4 septembre 1999, est une coureuse de demi-fond japonaise.

## Biographie
Sa mère, Chihiro Tanaka, est une marathonienne.
En juin 2018, aux Championnats d'Asie juniors d'athlétisme à Gifu (Japon), elle gagne le 3 000 m en 9 min 4 s 36, battant le record des championnats détenu depuis 1997 par la Chinoise Lan Lixin. Lors des Championnats du monde juniors d'athlétisme 2018 à Tampere (Finlande), elle remporte le 3 000 m en 8 min 54 s 01 devançant les Éthiopiennes Meselu Berhe et Tsigie Gebreselama.
En 2021 elle est la première Japonaise à courir le 1 500 mètres en moins de 4 minutes, en demi-finale des Jeux olympiques de Tokyo. Elle termine 8e de la finale.

## Palmarès
| Date | Compétition                               | Lieu     | Résultat | Épreuve | Temps          |
| ---- | ----------------------------------------- | -------- | -------- | ------- | -------------- |
| 2018 | Championnats du monde juniors             | Tampere  | 1re      | 3 000 m | 8 min 54 s 01  |
| 2018 | Championnats d'Asie juniors               | Gifu     | 1re      | 3 000 m | 9 min 34 s 36  |
| 2019 | Championnats du monde                     | Doha     | 14e      | 5 000 m | 15 min 00 s 01 |
| 2021 | Jeux olympiques                           | Tokyo    | 8e       | 1 500 m | 3 min 59 s 95  |
| 2023 | Championnats d'Asie                       | Bangkok  | 1re      | 1 500 m | 4 min 6 s 75   |
| 2023 | Championnats du monde                     | Budapest | 8e       | 5 000 m | 14 min 58 s 99 |
| 2023 | Championnats du monde de course sur route | Riga     | 8e       | Mile    | 4 min 35 s 32  |
| 2024 | Championnats du monde en salle            | Glasgow  | 8e       | 3 000 m | 8 min 36 s 03  |

## Records
| Épreuve | Temps               | Lieu      | Date              |
| ------- | ------------------- | --------- | ----------------- |
| 800 m   | 2 min 02 s 36       | Yokohama  | 20 septembre 2021 |
| 1 500 m | 3 min 59 s 19 (NR)  | Tokyo     | 4 août 2021       |
| 3 000 m | 8 min 34 s 09 (NR)  | Oslo      | 30 mai 2024       |
| 5 000 m | 14 min 29 s 18 (NR) | Bruxelles | 8 septembre 2023  |